# 컴투스 프로야구 포인트
컴투스 프로야구 포인트는 MBC 스포츠 플러스에서 프로야구 기록 데이터를 바탕으로 독자적으로 개발한 선수 평가체계이다. 한국 야구 위원회,  MBC 스포츠 플러스가 협약을 맺고 시행하는 통합선수 포인트 제도로, 2011년부터 2017년까지는 OB맥주 카스의 후원을 받으면서 카스포인트(Cass Point)라는 명칭을 사용했으나, 2018년부터는 컴투스와 협 제휴를 맺고 컴투스 프로야구 포인트로 명칭을 변경했다. 2011년 한국프로야구부터 사용되기 시작했으며 연말에는 이를 바탕으로 시상식을 진행했으나, 명칭이 바뀐 2018년부터는 시상식이 폐지된다.

## 점수 산정 체계
컴투스 프로야구 포인트는 다음과 같은 배점에 따라 매경기 마다 계산되어 누적되며 한시즌 동안 누적된 총점을 기준으로 엠스플 어워즈에서 수상자를 결정하게 된다. 랭킹 순위는 홈페이지에서 확인 할 수 있다.

### 타자

#### 2011/2012년 타자 배점
| 타석 | 타수 | 득점 | 단타 | 2루타 | 3루타 | 홈런 | 타점 | 도루 | 볼넷 | 사구 | 결승타 | 희생 플라이 | 희생 번트 | 삼진 | 병살 | 아웃 | 도루 실패 | 주루사 | 견제사 | 실책 | 포일 |
| ---- | ---- | ---- | ---- | ----- | ----- | ---- | ---- | ---- | ---- | ---- | ------ | ----------- | --------- | ---- | ---- | ---- | --------- | ------ | ------ | ---- | ---- |
| 0    | 0    | +5   | +10  | +20   | +30   | +50  | +10  | +10  | +5   | +5   | +20    | +5          | +5        | -5   | -10  | -5   | -5        | -5     | -5     | -10  | -10  |

#### 2013년 타자 배점
| 선수 | 타석      | 득점          | 1루타         | 2루타    | 3루타  | 홈런 | 타점 | 도루 | 사사구 | 결승타       | 희생타 |
| ---- | --------- | ------------- | ------------- | -------- | ------ | ---- | ---- | ---- | ------ | ------------ | ------ |
| 점수 | 1         | 5             | 10            | 20       | 30     | 50   | 10   | 10   | 5      | 20           | 5      |
| 선수 | 외야 보살 | 포수 도루저지 | 포수 도루허용 | 도루실패 | 주루사 | 삼진 | 병살 | 아웃 | 포일   | 타격방해출루 | 실책   |
| 점수 | 5         | 6             | -3            | -5       | -5     | -10  | -10  | -5   | - 10   | 5            | -10    |

### 투수

#### 2011년 투수 배점
| 승   | 이닝 | 탈삼진 | 세이브 | 홀드 | 패  | 피안타 | 피홈런 | 사구 | 자책 | 보크 | 폭투 | 타자 | 투구수 | 타수 |
| ---- | ---- | ------ | ------ | ---- | --- | ------ | ------ | ---- | ---- | ---- | ---- | ---- | ------ | ---- |
| +100 | +10  | +10    | +40    | +20  | -20 | -3     | -10    | - 5  | -10  | -5   | -5   | 0    | 0      | 0    |

#### 2012년 투수 배점
2012년부터 적용되는 새 투수배점은 중간 투수가 선발 다승 투수보다 불리했던 점에 대한 형평성을 맞추기 위해 투수부문 가점항목을 5개에서 9개로, 감점항목은 7개에서 10개로 세분화시키고 활용데이터를 늘려 변별력을 높였다.
| 승   | 이닝 | 탈삼진 | 세이브 | 홀드 | 패  | 피안타 | 피홈런 | 사구 | 자책 | 보크 | 폭투 | 타자 | 투구수 | 타수 | 실점 | 완투 | 완봉 | 블론세이브 | 블론홀드 | 터프세이브 |
| ---- | ---- | ------ | ------ | ---- | --- | ------ | ------ | ---- | ---- | ---- | ---- | ---- | ------ | ---- | ---- | ---- | ---- | ---------- | -------- | ---------- |
| +100 | +10  | +10    | +40    | +25  | -25 | -5     | -10    | - 5  | -10  | -5   | -5   | 0    | 0      | 0    | -5   | +25  | +25  | -25        | -25      | +50        |

#### 2013년 투수 배점
| 선수 | 승리 | 이닝 | 삼진   | 세이브 | 홀드 | 패전       | 피안타   | 피홈런     | 사사구   | 실점 | 자책점 |
| ---- | ---- | ---- | ------ | ------ | ---- | ---------- | -------- | ---------- | -------- | ---- | ------ |
| 점수 | 100  | 12   | 10     | 50     | 25   | -25        | -7       | -10        | -5       | -5   | -10    |
| 선수 | 보크 | 폭투 | 선발승 | 완봉   | 완투 | 블론세이브 | 블론홀드 | 터프세이브 | 터프홀드 | 실책 |        |
| 점수 | -5   | -5   | 25     | 25     | 25   | -25        | -25      | 50         | 50       | -10  |        |

## 카스포인트 어워즈 시절
카스포인트 어워즈는 경기결과에 따라 선수들에게 포인트를 부여하여 누적 점수에 따라 순위를 결정하는 카스포인트 부문과 경기 중 결정적 상황을 주간별 후보 영상으로 선정하여 시청자 투표를 통해 시상하는 카스모먼트 부문으로 나누어 시상한다. 카스포인트 대상은 '카스포인트 80 + 팬투표 10 + 카스포인트 선정위 10'으로 구성되어있다, 카스 모먼트는 '카스포인트 선정위 10 + 팬투표 90'으로 수상자가 결정된다.

#### 2011년
2011년 카스포인트 시상식은 2011년 12월 7일 서울 그랜드 힐튼 호텔에서 진행되었다.
- 카스포인트 대상 : 최형우
- 타자랭킹 TOP 3 : 최형우, 이대호, 최정
- 투수랭킹 TOP 3 : 윤석민, 더스틴 니퍼트, 오승환
- 신인상 : 임찬규 (1453점)
- 카스 모먼트 MVP : 심수창
- 카스모먼트 TOP 5
  - 심수창 (2011년 8월 9일 사직야구장에서 열린 넥센 대 롯데전에서 넥센의 선발로 등판해 786일만에 승리투수가 된 장면)
  - 오승환 (2011년 8월 12일 최연소, 최소경기 통산 200세이브 달성 장면)
  - 이수정 (2011년 7월 28일 광주구장에서 열린 삼성과 KIA의 경기에서 개념시구로 화제가 됨)
  - 이병규 (2011년 7월 6일 대전구장에서 열린 LG와 한화의 경기에서 패색이 짙던 상황에서 재역전 만루홈런을 기록함)
  - SK 와이번스 (2011년 9월 9일 문학구장에서 열린 롯데와 SK의 경기에서 8회까지 7점차로 뒤져있던 상황을 연장까지 끌고 가서 대역전승을 거둠)
- 포스트시즌 카스 모먼트 : 이영욱 (2011년 10월 26일 한국시리즈 2차전에서 8회 SK 최동수가 8회초 2사 1,2루에서 오승환으로부터 중전 안타를 친 타구를 잡아 2루 주자 최정을 홈에서 아웃 시키는 호송구를 보여줌)
- 인기감독상 : 한대화 (한화 감독)
- 카스포인트 레전드 : 故 장효조, 故 최동원
- 치어리더 상 : LG 트윈스 치어리더팀
- 시즌 카스포인트 최다팀 : 삼성 라이온즈 (총 34265점)
- 한경기 최다 카스포인트 : 윤석민 (2011년 7월 30일, 295점을 기록)

#### 2012년
2012년 카스포인트 시상식은 2012년 12월 10일 서울 콘래드호텔 그랜드볼룸에서 진행되었다.
- 카스포인트 대상 : 박병호
- 타자랭킹 TOP 3 : 박병호, 최정, 강정호
- 투수랭킹 TOP 3 : 오승환, 박희수, 류현진
- 카스 모먼트 MVP : 김진우
- 카스모먼트 TOP5
  - 강민호 (2012년 6월 22일 LG 트윈스전에서 5:3으로 뒤지고 있던 9회초 2사 1루상황에서 LG 트윈스의 마무리 봉중근으로부터 좌월 동점 투런 홈런을 기록)
  - 윤석민 (2012년 6월 24일 대전 구장에서 한화 이글스를 상대로 연타석 홈런을 친후 연장전에서 결승홈런을 기록, 한경기 3홈런을 치면서 팀을 승리로 이끔. / 8월 23일 넥센 히어로즈전에서 끝내기 솔로홈런을 치며 팀 5연패 탈출에 기여)
  - 이승엽 (2012년 7월 29일 넥센 히어로즈전에서 한일 통산 500 홈런을 기록)
  - 서재응 (2012년 8월 24일 한화전부터 시작하여 9월 30일 롯데전에서 선발 44이닝 연속 무실점 신기록을 세움)
  - 김진우 (2012년 5월 9일 한화 이글스전에서 1792일만에 선발승을 기록)
- 포스트시즌 카스 모먼트 : 최형우 (2012년 10월 25일 한국시리즈 2차전 3회말 2사만루 상황에서 만루 홈런을 기록, 한국시리즈 역대 3번째 만루 홈런)
- 최우수 감독상 : 류중일 감독 (삼성 라이온즈)
- 최우수 외국인 선수상 : 브랜던 나이트 (3002점)
- 신인상 : 서건창 (1450점)
- 시구상 : 한혜진 (2012년 6월 29일 KIA vs 한화전에서 한화이글스 유니폼을 전부 맞춰입고 시구를 하여 화제가 됨)
- 카스포인트 레전드 : 김영덕 (前 감독), 김성근 (고양 원더스 감독), 김인식 (前 감독)
- 가성비 플레이어 : 타자 - 서건창 / 투수 - 김진우

#### 2013년
2013년 카스포인트 시상식은 2013년 12월 9일 서울 호텔신라에서 진행되었다.
- 카스포인트 대상 : 박병호
- 타자랭킹 TOP 3 : 박병호, 최형우, 최정
- 투수랭킹 TOP 3 : 봉중근, 손승락, 오승환
- 올해의 카스 모먼트 : 김용의
- 카스모먼트 TOP5
  - 김용의 (2013년 8월 20일 넥센 히어로즈전에서 8회말 무사 만루에서 서동욱의 타구를 홈송구하여 아웃 처리, 이어서 대타 송지만을 리버스 더블 플레이로 잡아내며 무사만루 위기를 벗어남)
  - 박병호 (2013년 8월 28일 LG 트윈스전에서 8회초 1사 2루 이동현으로부터 역전 투런 홈런을 기록)
  - 민병헌 (2012년 8월 14일 롯데 자이언츠전에서 4타점 경기를 기록(6회 1사에서 1점 홈런, 7회 1사 만루에서 2타점 적시타, 8회 1사 2루에서 역전 1타점 적시타))
  - 전준우 (2013년 8월 8일 LG 트윈스전에서 9회말 2사 2,3루 상황, 오지환의 타구를 잡아내는 호수비로 경기를 종료시킴)
  - 박석민(2013년 9월 26일 SK 와이번스전에서 역전 3점홈런을 기록 (홈런을 친 후 1루까지 가는 과정에서 방망이를 들고 가는 세레머니로 화제가 되었다))
- 최우수 감독상 : 류중일 감독 (삼성 라이온즈)
- 최우수 외국인 선수상 : 크리스 세든 (2690점)
- 신인상 : 이재학 (2401점)
- 시구상 : 신수지 (2013년 7월 5일 삼성 vs 두산전에서 벡일루전 시구를 선보임)
- 카스포인트 레전드 : 허구연 (MBC 야구해설위원), 하일성(KBS N 스포츠 야구해설위원)
- 공로상 : 故 김종락 (대한야구협회장)
- 특별상 : 류현진 (로스앤젤레스 다저스)
- 최우수 심판 : 이민호 심판
- 2013 카스포인트 라인업(각 포지션 별 카스포인트 1위)
  - 투수 : 봉중근(3679점)
  - 포수 : 강민호(1339점)
  - 내야수 : 1루수 - 박병호(4006점) / 2루수 - 정근우(1791점) / 3루수 - 최정(2980점) / 유격수 - 강정호(2512점)
  - 외야수 : 좌익수 - 최형우(3303점) / 중견수 - 박용택(2254점) / 우익수 - 손아섭(2793점)
  - 지명타자 : 나지완(2357점)

#### 2014년
2014년 카스포인트 시상식은 2014년 12월 8일 서울 신라호텔에서 진행되었다.
- 카스포인트 대상 : 박병호(3년 연속 수상)
- 타자랭킹 TOP 3 : 박병호(4506점), 강정호(4271점), 최형우(3823점)
- 투수랭킹 TOP 3 : 양현종(2915점), 김광현(2438점), 한현희(2196점)
- 올해의 카스 모먼트 : 서건창
- 카스모먼트 TOP5
  - 서건창 (2014년 10월 17일 목동 SK 와이번스전에서 한국 프로야구 사상 최초로 한 시즌 200안타 달성)
  - 이진영 (2014년 10월 6일 잠실 NC 다이노스전에서 끝내기 안타를 기록)
  - 정수빈 (2014년 8월 19일 문학 SK 와이번스전에서 프로 데뷔 첫 만루홈런을 역전 만루홈런으로 장식)
  - 찰리 쉬렉 (2014년 6월 24일 잠실 LG 트윈스전에서 외국인 투수 최초 노히트 노런 기록)
  - 정근우 (2014년 8월 6일 청주 삼성 라이온즈전에서 한화가 신청한 심판합의판정 성공 후 끝내기 투런 홈런을 기록)
- 최우수 외국인 선수상 : 에릭 테임즈(4299점)
- 최우수 감독상 : 류중일 (삼성 라이온즈 감독)
- 신인상 : 박민우(1816점)
- 시구상 : 용인 제일 초등학교 6학년 2반 학생들(오승찬, 양세찬, 김기국, 심윤섭, 이재홍) (연골 무형성증을 앓고있는 김기국 학생을 위해 꼴찌없는 달리기를 해 화제가 되어 2014 준플레이오프 2차전에 시구자로 초청되어 빗속에서 시구로 감동을 주었다.)
- 카스포인트 레전드 : 김재박(현 KBO 경기 감독관)
- 공로상 : 한영관(한국리틀야구연맹 회장)
- 특별상 : 박종욱(2014 리틀야구 월드시리즈 대한민국 대표팀 감독)
- 2014 카스포인트 라인업(각 포지션 별 카스포인트 1위)
  - 투수 : 앤디 밴 헤켄(3730점)
  - 포수 : 이재원(2431점)
  - 내야수 : 1루수 - 박병호 / 2루수 - 서건창(3806점) / 3루수 - 박석민(2705점) / 유격수 - 강정호(4271점)
  - 외야수 : 좌익수 - 최형우(3823점) / 중견수 - 나성범(3506점) / 우익수 - 손아섭(3400점)
  - 지명타자 : 이승엽(3518점)

#### 2015년
2015년 카스포인트 시상식은 2015년 12월 7일 서울 신라호텔에서 진행되었다.
- 카스포인트 대상 : 박병호(4년 연속 수상)
- 타자랭킹 TOP 3 : 박병호, 나성범, 김현수
- 투수랭킹 TOP 3 : 양현종, 유희관, 김광현
- 올해의 카스 모먼트 : 에릭 테임즈
- 카스모먼트 TOP4
  - 양현종 (2015년 5월 23일 광주 삼성 라이온즈전에서 8이닝 무실점 134구의 역투로 시즌 4승째를 챙김)
  - 이승엽 (2015년 6월 3일 포항 롯데 자이언츠전에서 KBO 리그 통산 400 홈런 달성)
  - 에릭 테임즈 (2015년 10월 2일 문학 SK 와이번스전에서 KBO 리그 사상 최초 40-40 클럽 가입)
  - 권혁 (2015년 4월 22일 잠실 LG 트윈스전 세이브를 거두는 과정 이 과정에서 한화 김성근 감독은 권혁의 볼을 어루만지며 긴장을 풀어주었다.)
- 최우수 외국인 선수상 : 에릭 테임즈
- 최우수 감독상 : 김태형 (두산 베어스 감독)
- 신인상 : 구자욱(2395점)
- 시구상 : 남수단 한빛부대 도경원 중사 가족(2015년 7월 3일 KIA 대 kt전에서 아내 서가원씨가 시구를 했으며 시포로 남편인 도경원 중사가 깜짝 등장하는 장면을 연출하며 많은 야구팬들의 감동을 주었다.
- 카스포인트 레전드 : 김응용 전 감독
- 각 구단별 최우수 선수 : 두산 김현수, 삼성 최형우, NC 나성범, 넥센 박병호, SK 김광현, 한화 김태균, KIA 양현종, 롯데 최준석, LG 박용택, kt 박경수
- 특별상 : 김인식(2015년 WBSC 프리미어 12 대한민국 야구 국가대표팀 감독)

#### 2016년
2016년 카스포인트 시상식은 2016년 12월 12일 서울 코엑스에서 진행되었다.
- 카스포인트 대상 : 최형우(통산 2회 수상)
- 타자랭킹 TOP 3 : 김재환(4228점), 김태균(4464점), 최형우(4933점)
- 투수랭킹 TOP 3 : 임창민(2274점), 김세현(2388점), 장원준(2675점)
- 올해의 카스 모먼트 : 이승엽
- 카스 모먼트 BEST3
  - 이승엽 (2016년 9월 14일 한화 이글스를 상대로 한일 통산 600홈런 달성)
  - 정재훈 (2016년 8월 3일 LG 트윈스전에서 박용택에게 팔뚝을 맞았지만 수비를 시도하는 부상 투혼을 발휘)
  - 황덕균 (2016년 9월 19일 롯데 자이언츠를 상대로 데뷔 15년만에 첫 승을 기록)
- 최우수 감독상 : 김태형 (두산 베어스 감독, 2년연속 수상)
- 신인상 : 신재영(2113점)
- 카스챌린지 : 김재환(4228점) - 지난해 620점에서 4228점으로 상승
- 시구상 : 위주빈 (김해 내동중학교 야구부 선수) (골육종 투병을 극복하고 2016년 플레이오프 1차전 시구자로 나섰다. 특히 시포자로 대장암을 극복하고 마운드로 복귀했던 원종현 선수가 참여해 많은 감동을 주었다.)
- 공로상 : 김현수, 오승환

#### 2017년
2017년 카스포인트 시상식은 2017년 12월 8일 일산 MBC 드림센터 공개홀에서 진행되었다.
- 카스포인트 대상 : 양현종(투수 포지션 최초의 카스포인트 어워즈 대상 수상)
- 타자랭킹 TOP 3 : 김재환(4286점), 최형우(4214점), 최정(4117점)
- 투수랭킹 TOP 3 : 양현종(3541점), 장원준(2633점), 정우람(2422점)
- 올해의 카스 모먼트 : 이승엽
- 카스 모먼트 BEST3
  - 이승엽 (2017년 10월 3일 공식 은퇴 경기였던 넥센 히어로즈전에서 연타석 홈런)
  - 박용택 (2017년 7월 27일 넥센 히어로즈전에서 9회말 2아웃 끝내기 역전 투런홈런)
  - 김선빈 (2017년 7월 25일 SK 와이번스전에서 9회말 2아웃 동점 투런 홈런)
- 최우수 감독상 : 김기태
- 신인상 : 이정후(2262점)
- 공로상 : 이승엽, 이호준

## 같이 보기
- ADT 캡스플레이
- 웰컴저축은행 톱랭킹차트